# Silene seelyi
Silene seelyi là loài thực vật có hoa thuộc họ Cẩm chướng. Loài này được C.V. Morton & J.W. Thomps. miêu tả khoa học đầu tiên năm 1933.